# Prałatura terytorialna Humahuaca
Prałatura terytorialna Humahuaca (łac. Territorialis Praelatura Humahuacensis) – prałatura terytorialna Kościoła rzymskokatolickiego w Argentynie, sufragania archidiecezji Salta. Została erygowana 8 września 1969 roku przez papieża Pawła VI konstytucją apostolską Praeclarisima exemplae. Wierni z tych terenów należeli wcześniej do archidiecezji Salta oraz diecezji Jujuy.

## Ordynariusze
- José María Márquez Bernal CMF (1973–1991)
- Pedro María Olmedo Rivero CMF (1993–2019)
- Florencio Paredes Cruz CRL (od 2019)